# Ghẹ ba chấm
Ghẹ ba chấm (tên khoa học: Portunus sanguinolentus), hay ghẹ mặt trăng, ghẹ đốm máu hay ghẹ đốm đỏ, là một ghẹ lớn được tìm thấy khắp các cửa sông của các quốc gia Ấn Độ Dương và Tây Thái Bình Dương.

## Phân bổ
P. sanguinolentus phân bố rộng khắp các vùng nước lớn trên thế giới, được tìm thấy qua Biển Đỏ, Vịnh Ba Tư, Mozambique, Nam Phi, Madagascar, Mauritius, Pakistan, Ấn Độ, Bangladesh, Maldives, Sri Lanka, Quần đảo Andaman, Myanmar, Bán đảo Mã Lai, Thái Lan, Nhật Bản, Hàn Quốc, Đài Loan, Trung Quốc, Singapore, Indonesia, Philippines, Java, Úc và Hawaii.

## Mô tả
Một con ghẹ ba chấm lớn có thể đạt đến chiều dài tối đa 15–20 cm. Mai ghẹ màu xanh xám rất rộng và có đặc điểm là 3 đốm đỏ ở nửa sau. Một gờ nhô cao có thể được nhìn thấy ở mỗi bên. Chân bơi dẹt và vuốt dài. 

## Sinh thái học
Ghẹ ba chấm được thu hoạch thương mại như một loài hải sản ăn được ở nhiều nước.